# Not Afraid
Singles de Eminem
Drop the World
(2009) Love the Way You Lie
(2010)
Pistes de Recovery
Going Through Changes
(6) Seduction
(8)
Not Afraid est une chanson du rappeur américain Eminem. Sortie le 29 avril 2010, elle sert de premier single pour le septième album studio d'Eminem, Recovery. La chanson est produite par Boi-1da, Eminem, Matthew Burnett et Jordan Evans. Cette chanson évoque la période difficile qu'Eminem a surmontée et parle des différentes mauvaises passes que peut rencontrer un homme dans sa vie. Les labels distribuant cette chanson sont les mêmes qui produisent le septième album du rappeur, à savoir Interscope Records, Aftermath Entertainment, le label fondé par Dr. Dre, le producteur exécutif de Recovery et enfin Shady Records, label créé par Eminem et Paul Rosenberg, le manager du rappeur de Détroit.
Not Afraid reçoit des critiques plutôt positives dans l'ensemble. En effet les notes attribuées par les différents magazines spécialisés oscillent entre trois et quatre étoiles et demi sur cinq. Henry Adaso souligne pour le site About.com la qualité des paroles d'Eminem et de la bonne production de Boi-1da. Les critiques soulignent aussi beaucoup l'aspect plus grand public de la chanson à l'inverse du précédent album, Relapse, qui s'adressait davantage à un public averti. Il est aussi noté le message positif de la chanson qui favorise une grande médiatisation autour du titre. La chanson a débuté, pour la seizième fois dans l'histoire du Billboard Hot 100, à la première place du classement hebdomadaire des singles. La chanson s'est également classée en tête des classements au Canada. La chanson a, en début d'année 2013, été téléchargée près de quatre millions de fois. Grâce à Not Afraid, Eminem a été nommé à de nombreuses cérémonies musicales telles que les MTV Video Music Awards, les Grammy Awards ou encore aux Billboard Music Awards. En 2011, Eminem a remporté le Grammy Award de la meilleure performance rap en solo pour "Not Afraid" durant la 53e cérémonie des Grammy Awards.
La parution de Not Afraid s'accompagne d'un clip vidéo réalisé par Richard Lee, réalisé au mois de mai 2010. Le clip a été tourné dans les villes de New York et de Newark dans le New Jersey. La mise en scène tourne autour de la « renaissance » d'Eminem et contient de très nombreuses références à sa vie. Les placements de produits réalisés par Nike et Beats by Dr. Dre ont cependant été assez critiqués. Pour la promotion de la chanson, Eminem a diffusé sur internet un freestyle se nommant Despicable. Eminem a interprété de nombreuses fois ce single notamment dans des festivals comme Lollapalooza ou le V Festival.

## Genèse, écriture et enregistrement
En 2009, Eminem prévoyait de sortir une suite à son sixième album Relapse qui se serait appelé Relapse 2. Eminem décide cependant d'annuler la création de cette suite au profit d'un album radicalement différent, Recovery,. Il se justifie en indiquant : « J’avais initialement prévu que Relapse 2 sorte l’année dernière, mais j’ai enregistré avec beaucoup de nouveaux producteurs, et l’idée d’une suite à Relapse avait de moins en moins de sens, donc j’ai voulu faire un album complètement différent.  Les titres de Recovery sont très éloignés de Relapse, et ce nouvel album mérite son propre titre ». Eminem confie donc la production du single phare de son nouvel album au producteur canadien Boi-1da. Celui-ci venait d'achever la production de Best I Ever Had, une chanson du rappeur canadien Drake qui s'est notamment classée seconde aux États-Unis. Le producteur canadien avait déjà travaillé avec Eminem sur le titre Forever partagé avec Lil Wayne, Kanye West et Drake. Mike Strange, responsable du mixage de la chanson accorde lors d'une interview qu'après avoir entendu ces deux titres de Drake, il a demandé à Eminem d'accorder la production du titre à Boi-1da, à l'époque âgé de seulement 24 ans. Les enregistrements du titre débutèrent donc au Fffigy Studios de Ferndale dans le Michigan malgré l'absence lors de ces enregistrements du producteur. Les premiers enregistrements envoyés à Mike Strange contenaient l'accompagnement instrumental sur une piste nommée Orig Beatz. Les enregistrements furent réalisés à l'aide d'un Roland TR-808, une caisse claire, une Charleston et une cymbale crash-ride. Mike Strange affirme dans une interview au magazine Sound and Sound que le plus important dans le hip-hop sont les enregistrements vocaux. L'enregistrement vocal réalisé, ils l'ont nommé 3EmMn95. Chaque chœur a été enregistré séparément et ils n'ont pas fait l'objet d'échantillons utilisés plusieurs fois sur le titre. La technique du re-recording a été utilisé à six reprises sur le pont alors que le logiciel Auto-Tune n'a jamais été utilisé pour l'ensemble du morceau. Un des fidèles collaborateurs d'Eminem, Luis Resto a fourni des effets sonores de piano, de guitare et de clavier. Luis Resto a également réalisé l'orchestration du couplet et du pont dans la chanson. Pour commencer le mixage de la chanson, Mike Strange a assemblé les percussions et les voix principales. Il a ensuite ajouté le refrain puis le pont ainsi que les autres instruments. Eminem a ensuite effectué ses propres réglages et rajouté les échantillons instrumentaux fournis par Luis Resto. Mike Strange a ensuite réalisé des ajustements grâce à un égaliseur.

## Composition
Not Afraid est une chanson de style rap écrite par Eminem et produite par Boi-1da, Matthew Burnett et Jordan Evans. Luis Resto est également crédité à la composition de la chanson. Boi-1da est à l'origine des arrangements de batterie tandis qu'Evans et Burnett sont à l'origine des instruments à cordes.
Les paroles de la chansons évoquent une évolution positive d'Eminem par rapport à ses expériences passées, tirant un trait sur la drogue, les clashs et la violence. Le quotidien californien Los Angeles Times affirme que lorsque l'on entend la première fois la chanson, on pourrait croire qu'Eminem s'est converti au Hip-hop chrétien. Accompagné d'une guitare, d'un piano et d'un synthétiseur, le titre est composé en Do mineur et suit un tempo modéré de 86 battements par minute d'après la partition publiée par Sony/ ATV Music Publishing. Il suit une progression d'accords Cm–A♭(maj7)–A♭–B♭ dans le refrain. À propos des paroles de la chanson, un journaliste a écrit : « malgré tous les moments difficiles qu'Eminem a vécus, il semble désormais en paix avec lui-même ». Un journaliste de MuchMusic a quant à lui affirmé qu'Eminem a choisi de délaisser son alter ego Slim Shady au profit de sa vraie personnalité.
La chanson débute par une introduction dictée par Eminem où il appelle les personnes dans une mauvaise passe à le suivre. Le premier couplet commence par des menaces envers tous ceux qui l'ont critiqué. Vient ensuite le refrain où il poursuit son appel et où il cite la phrase qui inspira le nom de la chanson « I'm not afraid to take a stand ». Dans le second couplet, Eminem avoue ses erreurs et critique même son propre album Relapse en indiquant qu'il n'a lui-même pas aimé son album et qu'il surjouait en utilisant un accent. Ensuite, on peut entendre un coup de feu puis Eminem parle de ses expériences personnelles et affirme qu'il est temps de se séparer de tous ses démons. Le rappeur de Détroit réalise ensuite un pont dans lequel il réaffirme son message positif. La chanson comprend la participation de sept choristes : Robert Reyes, Kip Blackshire, Christal Garrick II, Terry Dexter, Rich King, Kristen Ashley Cole et Sly Jordan.

## Accueil

### Sortie
Le 26 avril 2010, Eminem a posté un message sur Twitter où il indiquait, sans explication supplémentaire, « "I'm Not Afraid" ». Les fans et les journalistes ont vite compris que Not Afraid était le nom du premier single de Recovery,. La présentatrice radio Angela Yee confirma ensuite que la chanson allait être dévoilée sur la chaîne de radio non censurée créée par Eminem, Shade 45. Le manager d'Eminem, Paul Rosenberg indiqua lors d'une interview au magazine Billboard que Not Afraid n'est pas une chanson sombre mais bien une chanson plutôt positive. Le titre devait initialement sortir le 30 avril 2010 mais la date a été avancée d'un jour et il fut diffusé pour la première fois à 10 h dans l'émission The Morning After with Angela Yee sur Shade 45,. Le 5 mai 2010, le single fut disponible en téléchargement numérique chez les vendeurs en ligne par l’intermédiaire des labels Aftermath Entertainment et Interscope Records,. Lors d'une interview adressée à l'émission Friday Night with Jonathan Ross, Eminem a confié qu'avec le recul, il s'est rendu compte de ce qui n'allait pas dans Relapse.
Deux jours avant la sortie de Not Afraid, Eminem a sorti une vidéo de promotion, un freestyle nommé Despicable. Le titre reprend les versions instrumentales de la chanson Over du rappeur canadien Drake mais également celle de Beamer, Benz or Bentley du membre du groupe G-Unit, Lloyd Banks. La chanson est très courte et ne dure qu'un peu plus de deux minutes. La chanson fait notamment référence au scandale sexuel autour du joueur de football américain Ben Roethlisberger, ce qui créa la controverse. Eminem fait également référence comme souvent à Superman mais aussi à Donald Duck des Looney Tunes, dont il imite la voix dans la dernière phrase. Les critiques ont indiqué qu'Eminem semblait plus énervé que jamais dans ce titre et souligne également un titre partant tranquillement sur le sample de Drake avant de monter en puissance au moment où l'instrumental change.

### Accueil critique
Généralement, la critique autour de Not Afraid est assez positive. Jon Dolan, du magazine Rolling Stone loue la qualité des paroles de la chanson et souligne le fait que ce titre a, selon lui, le pouvoir de rassembler les gens. Il a également salué le thème de la chanson. Henry Adaso, journaliste pour About.com a donné une critique élogieuse du titre en insistant sur la qualité de la production fournie par le canadien Boi-1da et sur, lui aussi, la qualité des paroles d'Eminem : « Des paroles déchirantes par un grand poète ». Ces remarques débouchèrent sur la très bonne note qu'attribue le journaliste à Not Afraid, quatre et demi étoiles sur cinq possibles. À la suite de la sortie de la chanson, AllHipHop a vu en cette chanson un hymne à la rébellion. Jody Rosen du magazine Rolling Stone dit qu'Eminem a grandi avec ce titre bien qu'il approche la quarantaine. Winston Robbins du site internet Consequence of Sound souligne que les refrains sont accrocheurs et qu'Eminem évoque dans cette chanson toute sa colère. Thomas Nassif d' Absolute Punk parle quant à lui du caractère populaire de la chanson en indiquant que le titre sera facilement diffusé en radio car les paroles sont moins explicites qu'à l'habitude. Andy Gill pour The Independant juge que ce titre est un "hymne à la rédemption" et loue les bons sentiments de la chanson. Le magazine Spin voit en Not Afraid une chanson phare pour les concerts d'Eminem.
Mais la chanson n'a pas reçu que des éloges. Après la sortie de Not Afraid le 29 avril 2010, Simon Vozick-Levinson d' Entertainment Weekly a tiré une critique mitigée de la chanson. Il salue tout d'abord le changement radical d'Eminem au niveau des paroles. En effet, il trouve que les paroles envoient un message fort et qu'elles sont sources d'inspiration. Il compare également le thème de la chanson à ceux de Sing for the Moment, paru en 2002, et Beautiful, paru en 2009. Il regrette néanmoins le son de la chanson pour lui trop répétitif à l'image d'une autre production de Boi-1da, Forever, la chanson de Drake. Le journaliste Robbie Daw pour Idolator regrette lui la superposition des voix dans le refrain mais il souligne tout de même la qualité des paroles. Un journaliste de Digital Spy a lui aussi réalisé une critique moyenne de la chanson en n'attribuant que trois étoiles sur cinq. Il trouve que le titre est plus ennuyeux que ses prédécesseurs, même s'il apprécie le caractère plus sérieux de cette chanson. Les critiques, à l'image de celle du Los Angeles Times, dénoncent aussi l'absence du caractère comique d'Eminem sur Not Afraid. En effet, tous les premiers singles des albums d'Eminem étaient toujours de style comique (My Name Is, The Real Slim Shady, Without Me, Just Lose It, We Made You). Eminem aurait été selon Los Angeles Times influencé par le rappeur américain T.I. et le quotidien californien s'est jugé assez déçu par ce premier single. Le spécialiste musique de One Thirty BPM trouve ce single moins puissant que d'autres chansons dans la même veine, comme Lose Yourself ou encore Beautiful. Ce journaliste a attribué à Not Afraid la note de sept sur dix. Le journaliste de Pitchfork Media a tiré une critique très négative de l'ensemble de Recovery en indiquant: "Eminem passe la moitié de son album à dire qu'il est le meilleur rappeur vivant, mais pour la première fois, il apparaît maladroit". Une journaliste de The Guardian a quant à elle jugé les rimes plus faibles qu'à l'accoutumée. En effet, elle trouve que faire rimer storm avec warm n'est pas un choix très judicieux. Un journaliste du Chicago Tribune tire le même constat, jugeant les rimes de Not Afraid moins percutantes que celles de Lose Yourself.

### Accueil commercial
Selon Nielsen SoundScan, Not Afraid s'est vendu à 380 000 exemplaires lors de la première semaine, ce qui faisait du single la chanson la plus vendue de l'année 2010. Seuls trois singles s'étaient aussi bien vendus en première semaine: Right Round de Flo Rida, Boom Boom Pow des Black Eyed Peas et Crack a Bottle d'Eminem en collaboration avec Dr. Dre et 50 Cent. Not Afraid s'est fait remarquer en étant le quinzième titre à rentrer à la première place des singles au Billboard Hot 100. Ce fut la troisième chanson d'Eminem classée à la première place des charts américains après Lose Yourself en 2002 et Crack a Bottle en 2009. C'était également la première fois qu'un single atteignait directement la première place depuis le titre 3 de Britney Spears sorti le 17 octobre 2009, le jour des 37 ans d'Eminem. C'est la deuxième fois que cet exploit est réalisé par un titre hip-hop après l'hommage de Sean Combs ou Puff Daddy à The Notorious B.I.G. avec I'll Be Missing You. Finalement, c'est la seizième fois que cette performance est réalisée. On peut citer parmi les artistes codétenteurs du record Michael Jackson, Whitney Houston ou encore Elton John. Après sa première place au classement des Digital Songs, le titre descendit à la quatrième place en seconde semaine. Au Hot 100, Not Afraid se retrouve sixième en deuxième semaine mais le single se vend tout de même à 202 000 exemplaires,. Au mois d'août 2011, le titre avait été téléchargé près de quatre millions de fois.
Au Canada, le titre se classe d'entrée à la première place et resta dans le classement durant vingt semaines. C'est la seconde fois qu'Eminem se classe premier au Canada après Crack a Bottle en 2009. Au Royaume-Uni, la chanson a atteint sa meilleure position dès sa première semaine d'exploitation, elle s'est classée cinquième. En deuxième semaine, la chanson a perdu une place. En Suisse, la chanson s'est classée deuxième tandis qu'en France, le titre ne s'est classé que 97e,. En Australie, le titre se classe lors de la première semaine à la 16e position. Lors de la seconde semaine, la chanson progresse de douze rangs et finit sa course à la 4e place du ARIA Top Single Charts. Dans le même temps, c'est Usher et Will.i.am qui se classent premier avec OMG,. Après 27 semaines dans le classement, Not Afraid sort de celui-ci à la 48e place.

### Récompenses et nominations

#### Récompenses
- MTV Video Music Award de la meilleure vidéo masculine[57]
- MTV Video Music Award de la meilleure vidéo hip-hop[57]
- Grammy Award de la meilleure performance solo de rap[58]
- MTV Video Music Award Japon du la meilleure vidéo hip-hop[59]
- Detroit Music Award de la meilleure chanson[60]
- Detroit Music Award du meilleur clip vidéo (budget supérieur à 10 000 $)[60]

#### Nominations
- MTV Video Music Award de la vidéo de l'année[57]
- MTV Video Music Award de la meilleure direction artistique[57]
- MTV Video Music Award de la meilleure photographie[57]
- MTV Video Music Award de la meilleure réalisation[57]
- MTV Video Music Award du meilleur montage[57]
- MTV Video Music Award des meilleurs effets visuels[57]
- Grammy Award de la meilleure chanson rap[58]
- Billboard Music Award de la mailleure vidéo[61]

## Clip vidéo

### Développement
Avant le début du tournage, Eminem fait part à Paul Rosenberg, son agent, de son désir de créer un clip vidéo pour la chanson Not Afraid. Le réalisateur américain Richard Lee est choisi pour réaliser le clip vidéo. Celui-ci a déjà travaillé pour des artistes tels que Michael Bublé, Puff Daddy ou encore les Pussycat Dolls. Il a aussi travaillé pour des blockbusters hollywoodien comme Pirates des Caraïbes ou encore Minority Report de Steven Spielberg. Le clip est tourné à Newark, sur Market Street et à New York. Le premier jour de tournage, Richard Lee filme la scène d'ouverture du clip au sommet du Manhattan Municipal Building. Dans une interview, Eminem s'est montré très fier de collaborer avec Richard Lee. La scène où Eminem saute du haut d'un précipice en pleine ville est tournée à Greenpoint Warehouse dans le borough de Brooklyn à New York en compagnie du réalisateur et du producteur de la vidéo Justin Diener. Le marketing pour la vidéo a été effectué par Dennis Dennehy et Chris Clancy. La dernière scène fut filmée le premier jour de tournage à Newark.
Le second jour de tournage s'est concentré sur les différentes scènes où Eminem marche sur Market Street à Newark. La scène où Eminem se retrouve au milieu de nombreux miroirs a nécessité la création de nombreux miroirs en verres et d'un faux pour qu'Eminem puisse le détruire dans la vidéo. le 30 mai 2010, Eminem a confirmé l'arrivée du clip vidéo par l’intermédiaire du réseau social Twitter : « Pour ceux qui attendent patiemment le clip de Not Afraid, il sera diffusé samedi 5 juin ». La veille de la sortie officielle du clip vidéo, un trailer reprenant des anciens clip d'Eminem est diffusé sur YouTube, il dépasse les 600 millions de vues en février  2015. Le clip vidéo officiel de Not Afraid est diffusé sur VEVO le 5 juin 2010. Pour l'occasion, VEVO a retourné le E de son logo, comme sur le logo d'Eminem[source secondaire souhaitée].

### Scénario

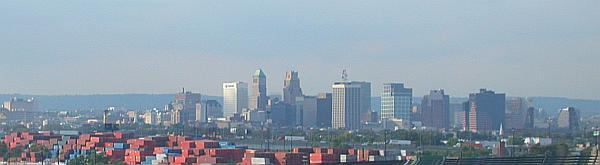
Le clip vidéo de Not Afraid a été tourné à Newark, dans le New Jersey.

Le clip vidéo débute par une scène où Eminem se tient debout sur le Manhattan Municipal Building et où il dicte l'introduction de la chanson. Sur le toit, il porte un jean bleu marine, un blouson en cuir et des chaussures Nike. Face à lui, on peut admirer le panorama sur la ville. On voit ensuite des scènes où Eminem rappe sur le toit de l'immeuble et dans un sous-sol sombre et dégradé. Dans le sous-sol, Eminem porte un débardeur noir et une croix. Eminem avance ensuite vers le devant de la bordure du toit, puis le refrain commence lorsqu'il descend de cette bordure. Durant le refrain, les scènes se déroulent dans le sous-sol où Eminem chante avec rage et dans la rue, où le rappeur semble inerte.
Dans le deuxième couplet, Eminem marche sur Market Street à Newark. Il traverse la rue sans se soucier des différents véhicules dans la rue. Il voit alors son reflet dans la vitre d'une voiture et se rend compte que celui-ci est déformé. Eminem se retrouve ensuite entouré par un grand nombre de miroirs. Déstabilisé, il tente de s'échapper et brise un miroir à la fin du second couplet pour se retrouver à nouveau dans la rue. Eminem s'échappe ensuite du sous-sol en venant percuter le mur qui le sépare de l'extérieur. C'est alors qu'il se retrouve face à un grand précipice. On voit qu'une partie de la ville a été détruite puisque l'on peut apercevoir un métro dépassant du précipice. Eminem se jette alors dans le vide mais se met à voler et remonte à la surface. Il repasse donc en volant sur Market Street et détruit la vitre d'une voiture au passage. Finalement, il revient à son point de départ, le toit du Manhattan Municipal Building.

### Réception
Le clip vidéo a généralement été bien accueilli par la critique. Après la sortie de la chanson sur la plateforme VEVO, Monica Herrera, journaliste pour Billboard a indiqué que la scène du saut d'Eminem est « un moment de triomphe » et elle compara cette scène à Superman, idole de jeunesse du rappeur. Daniel Kreps du magazine Rolling Stone juge qu'Eminem met sa rédemption sur le devant de la scène et note également le courage du rappeur pour sortir une telle chanson. Le journaliste compare quant à lui la scène où Eminem vole à la prestation de l'acteur canadien Keanu Reeves dans le film américain de science-fiction Matrix sorti en 1999.

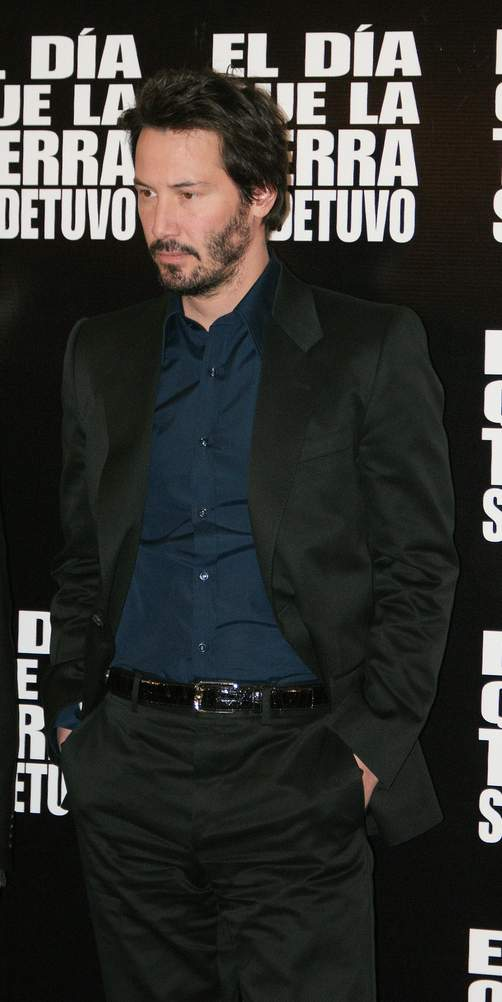
La scène de l'envol d'Eminem a été comparée à une scène de Matrix avec Keanu Reeves.

Un journaliste d'Idolator regrette cependant la présence de placements de produits. En effet, les chaussures que porte Eminem sont mises en valeur au début du clip et on peut y remarquer le logo de Nike, l'équipementier américain. On peut aussi noter deux placements de produits pour la marque du producteur d'Eminem, Beats by Dr. Dre. On peut voir une grande affiche de la marque au moment où Eminem s'apprête à sauter dans le vide et on remarque le logo de la marque sur un ordinateur portable qu'utilise un jeune homme dans la rue de Market Street. Le journaliste note cependant lui aussi une ressemblance avec les films Superman et Matrix.
Idolator affirme que cette chanson et que le clip vidéo donnent un message positif à celui qui le regarde. Les journalistes d'Entertainment Weekly ont quant à eux salué le message positif que veut montrer le clip vidéo bien qu'ils jugent que ce ne soit pas la meilleure vidéo d'Eminem. Simmon Vozick-Levinson, auteur de la critique, compare également le clip vidéo à celui de The Way I Am paru dix ans plus tôt et extrait de The Marshall Mathers LP. En effet, dans les deux clips, Eminem saute depuis un endroit très haut. La seule nuance est que dans The Way I Am, il vient percuter le sol mais reste en vie tandis que dans Not Afraid, il se met à voler. Patrick D'Arcy du magazine Spin estime qu'Eminem est une source de motivation improbable mais efficace.

## Interprétations scéniques
Eminem a interprété pour la première fois le titre Not Afraid en live le 5 juin 2010 dans l'émission de télévision Friday Night with Jonathan Ross. Pour l'anecdote, ce jour-là, le rappeur LL Cool J, qui est une grande source d'inspiration pour Eminem depuis ses débuts, se trouvait en coulisses. À l'occasion de la sortie du jeu vidéo Call of Duty: Black Ops, la société Activision invita de nombreux artistes pour l'Electronic Entertainmenr Expo 2010 au Staples Center de Los Angeles. Parmi les artistes invités, on retrouve Eminem qui a interprété les titres Not Afraid, Love The Way You Lie et Won't Back Down aux côtés du batteur de Blink-182, Travis Barker. Travis Barker et Eminem avaient déjà interprété le titre Forever ensemble lors des Grammy Awards. Lors du concert de Los Angeles, Kon Artis est venu chanter le refrain avec Eminem. Après ces trois chansons, Eminem est retourné sur scène pour rapper la chanson Lose Yourself. La performance d'Eminem fut saluée par les journalistes américains, jugeant qu'Eminem est bien de retour au sommet,. La société Activision aurait dépensé plus de six millions de dollars pour avoir ces artistes lors du concert.

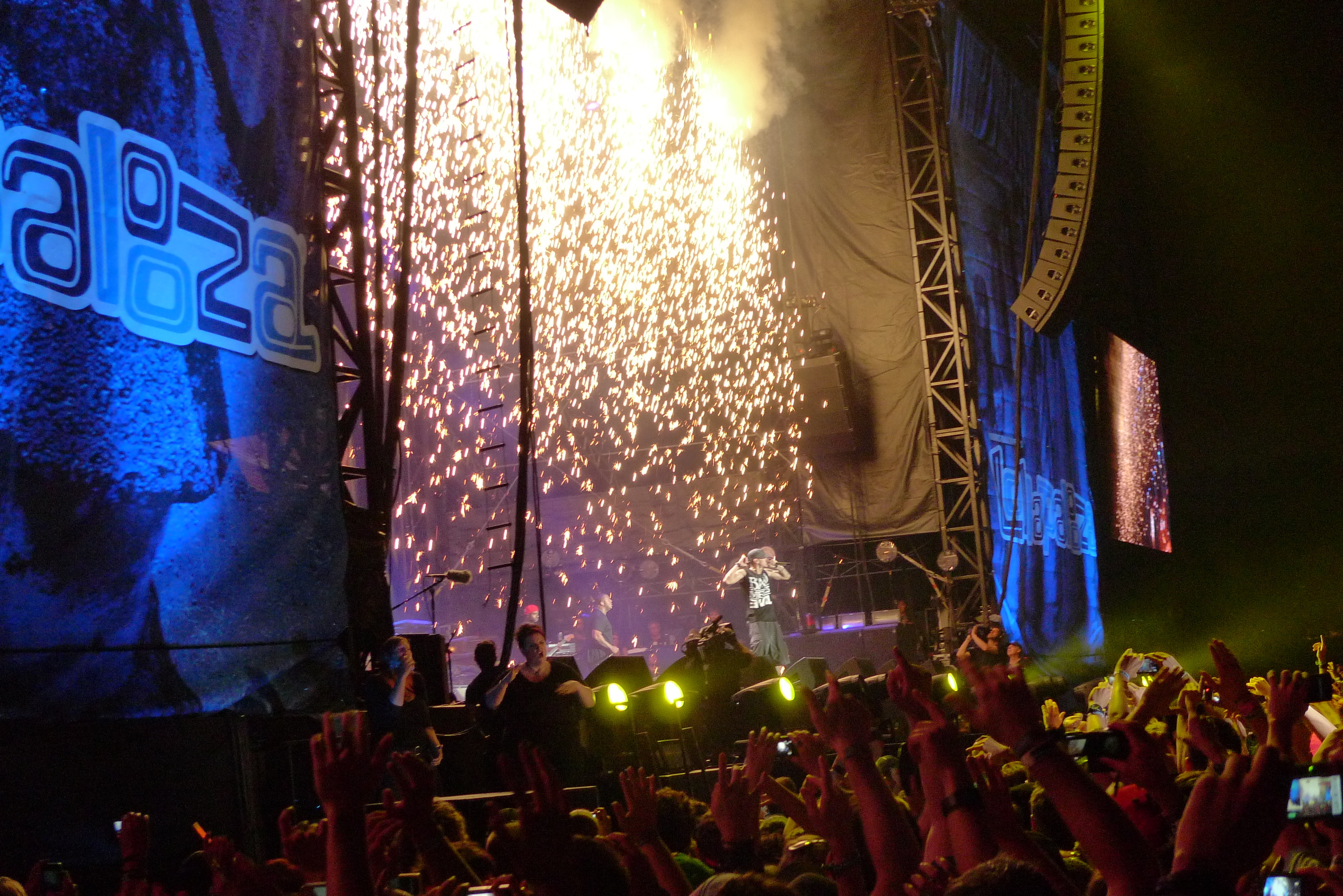
Eminem à Lollapalooza en 2011.

Not Afraid a été ajouté aux chansons interprétées lors du concert d'Eminem au festival T in the Park, qui avait lieu le 10 juillet 2010 en Écosse. C'était le premier concert d'Eminem en Europe depuis 2005. Eminem a, à la suite de son concert, salué la foule qui était présente en nombre en les remerciant pour leur soutien durant ses années difficiles et en soulignant le fait qu'il était heureux que ses fans ne l'aient pas abandonné. À la suite de ce concert, certains spectateurs ont accusé Eminem de playback, tandis que d'autres fans réfutaient ces accusations. Eminem a chanté Not Afraid au début de l'édition 2010 des MTV Video Music Awards au Nokia Theatre de Los Angeles. Il interpréta également Love The Way You Lie aux côtés de Rihanna. Pour cette performance, Eminem remporta le prix en compétition avec 34 % des voix.
Eminem a ensuite chanté Not Afraid au Bonnaroo Music Festival. Il a également repris d'anciens titres à succès comme Cleanin' Out My Closet, The Real Slim Shady, Without Me et Like Toy Soldiers. Royce da 5'9" a ensuite rejoint Eminem sur scène pour rapper Fast Lane et Lighters, titres présents sur leur album commun Hell: The Sequel sous le nom de Bad Meets Evil. À la fin du concert, les 80 000 spectateurs présents crièrent "Shady!" pendant cinq minutes jusqu'à tant qu'Eminem revienne sur scène pour interpréter Lose Yourself. À la suite de cela, Eminem remercia les fans pour leur soutien. Les critiques notèrent la ténacité d'Eminem pendant ce festival. Katie Hasty, rédactrice du blog HitFix jugea l'interprétation de Not Afraid triomphante tout comme le journaliste Patrick Doyle de Rolling Stone. Eminem s'est ensuite rendu à Chicago pour le festival Lollapalooza. Accompagné de Kon Artis, il interpréta Not Afraid devant près de 90 000 fans. Selon Gil Kaufman, journaliste à MTV : « Eminem est venu, a vu et conquit son premier Lollapalooza ». Le 20 août 2011, Eminem a interprété un concert composé de 28 chansons au V Festival organisé par le groupe Virgin. L'avant dernière chanson du concert fut Not Afraid avant qu'Eminem effectue un rappel pour rapper Lose Yourself. La première journée du festival avait lieu à Chelmsford et la seconde à Staffordshire dans l'Essex en Angleterre. Pour ces deux performances, Eminem aurait empoché près de deux millions de livres. La performance de Not Afraid fut saluée par un journaliste de The Guardian: "C'est la meilleure manière d'achever un festival".

## Liste des pistes
| 1. | Not Afraid | 4:10 |

| 1. | Not Afraid                | 4:10 |
| 2. | Not Afraid (instrumental) | 4:10 |

## Crédits et personnels
- Voix – Eminem
- Producteur – Boi-1da, Eminem, Matthew Burnett, Jordan Evans
- Paroles – Eminem
- Mixage vocal – Eminem, Mike Strange
- Enregistrement – Boi-1da, Mike Strange, Robert Reyes
- Chœur - Robert Reyes, Kip Blackshire, Christal Garrick II, Terry Dexter, Rich King, Kristen Ashley Cole, Sly Jordan
- Piano – Luis Resto
- Batterie – Boi-1da
- Label : Interscope, Aftermath, Shady

## Classements, certifications et successions
| Classement (2010)                       | Meilleure position |
| --------------------------------------- | ------------------ |
| Allemagne (Media Control AG)            | 9                  |
| Australie (ARIA)                        | 4                  |
| Autriche (Ö3 Austria Top 40)            | 5                  |
| Belgique (Flandre Ultratop 50 Singles)  | 13                 |
| Belgique (Wallonie Ultratop 50 Singles) | 14                 |
| Canada (Hot 100)                        | 1                  |
| Danemark (Tracklisten)                  | 5                  |
| Espagne (PROMUSICAE)                    | 29                 |
| France (SNEP)                           | 97                 |
| France (téléchargement légal)           | 15                 |
| Irlande (IRMA)                          | 3                  |
| Italie (FIMI)                           | 3                  |
| Japon (Hot 100)                         | 22                 |
| Norvège (VG-lista)                      | 3                  |
| Nouvelle-Zélande (RMNZ)                 | 8                  |
| Pays-Bas (Nederlandse Top 40)           | 14                 |
| Tchéquie (IFPI Rádio)                   | 10                 |
| Royaume-Uni (UK Singles Chart)          | 5                  |
| Suède (Sverigetopplistan)               | 5                  |
| Suisse (Schweizer Hitparade)            | 2                  |
| États-Unis (Hot 100)                    | 1                  |
| États-Unis (Rap Songs)                  | 8                  |
| États-Unis (Pop Airplay)                | 15                 |

| Classement (2010)      | Position |
| ---------------------- | -------- |
| Australie              | 22       |
| Canada                 | 27       |
| Europe                 | 55       |
| Italie                 | 76       |
| Suisse                 | 15       |
| Royaume-Uni            | 31       |
| États-Unis (Hot 100)   | 24       |
| États-Unis (Rap Songs) | 30       |

| Pays             | Certification |
| ---------------- | ------------- |
| Australie        | 2 × Platine   |
| Italie           | Or            |
| Nouvelle-Zélande | Platine       |
| Suisse           | Platine       |

## Historique de sortie
| Région      | Date          | Format                                  |
| ----------- | ------------- | --------------------------------------- |
| États-Unis  | 29 avril 2010 | Diffusion radio, téléchargement digital |
| Royaume-Uni | 14 juin 2010  | CD single                               |
| Monde       | 3 mai 2010    | Téléchargement digital                  |